# OpenManage
Systém Dell OpenManage je systémem pro správu serverů společnosti Dell. Ačkoliv má v názvu slovo open implikující otevřenost software, jedná se ve skutečnosti o uzavřený software.

## Systém OpenManage
Samotný systém OpenManage sestává z několik systémů. Nejedná se o samostatný systém spíše jako podpůrné aplikace pro správu systémů Dell, včetně možnosti konfigurace jednotlivých komponent v rámci nastavení systému BIOS či iDRAC.

### OpenManage Server Administrator
Systém OpenManage umožňuje systémovým správcům spravovat jednotlivé servery pomocí nástroje nainstalovaného do operačního systému počítače nebo rozhraní webového prohlížeče. Aplikace byla navržena tak, aby umožnila vzdálenou správu v nasazeních, kde není možný, či je problematický, přístup přes systém iDRAC, či není systém iDRAC zatím ještě nastaven. Tento systém se někdy označuje jako Dell OMSA.

### Server Update Utility
Utilita pro aktualizaci systémových komponent je specializovaným nástrojem, který dokáže detekovat hardware serveru, vyhledat pro něj vhodné ovladače, stejně jako je též aplikovat, tedy provést aktualizaci firmware těchto komponent.

## Příklady využití

### Vzdálené nastavení systémů iDRAC
Pokud si potřebujete zjistit nastavení systému iDRAC, můžete k tomu použít utility omreport v následující syntaxi:
```
omreport chassis remoteaccess
```

Pro nastavení statické IP adresy pro systém iDRAC můžete použití utilitu omconfig:
```
omconfig chassis remoteaccess config=nic enable=true
 
enableipmi=true
 
enablenic=true
 
ipsource=static
 
ipaddress=<ip> subnet=<mask> gateway=<gateway>
```

Pro nastavení iDRAC na získání IP adresy z DHCP můžete použít utilitu omconfig:
```
omconfig chassis remoteaccess config=nic enable=true
 
enableipmi=true
 
enablenic=true
 
ipsource=dhcp
```

V případě nastavení může být nezbytné restartovat systém iDRAC, což můžeme provést dalším nástrojem z balíčku OpenManage Server Administrator nazvaným racadm:
```
racadm racreset
```

## Podporované operační systémy
Software OpenManage je podporován operačními systémy Windows Server, Linux či i virtualizační systém VMware, mezi podporovanými systémy nalezneme například:
- Windows Server 2012 R2
- Windows Server 2016
- Windows Server 2019
- Red Hat Enterprise Linux 7.7
- Red Hat Enterprise Linux 8.1
- VMware vSphere 6.5 U3
- VMware vSphere 6.7 U3